# جغد چاکو
جغد چاکو (نام علمی: Strix chacoensis) نام یک گونه از سرده جغدهای بی‌گوش است.